# Place de la Gare (Rotterdam)
Pour les articles homonymes, voir Place de la Gare.
La place de la Gare (en néerlandais : Stationsplein) est une place de Rotterdam.

## Situation et accès
Outre la gare au Nord, la place est entourée par le bâtiment du Groothandelsgebouw à l'Ouest, et le deux tours du gratte-ciel Gebouw Delftse Poort, à l'Est.
 Ce site est desservi par la station de métro : Rotterdam-Central.
La place est desservie par un grand nombre de tramways.

## Origine du nom
Elle se trouve à proximité de la gare centrale de Rotterdam.

## Historique
La place a été créée, sous son nom actuel, en 1953.